# Комунарський район
Комуна́рський райо́н — район у південній частині міста Запоріжжя, охоплює площу 61,1 км². У районі збудовані й заселені понад 700 багатоповерхових будинків, в тому числі два мікрорайони: Космічний та Південний, а також 7200 будинків приватного сектора. Космічний район є давнішим і бере свій початок у другій половині XX століття, проєкт мікрорайону «Південний» був розроблений на початку 1980-х років. На території району розташовані 27 пам'яток архітектури місцевого значення.

## Історія
Територія сучасного Комунарського району почала освоюватися ще у XVIII столітті запорозькими козаками. Тривалий час вона розвивалася завдяки наполегливій праці менонітів, які створили тут колонію Шенвізе, а у XX столітті у цій частині міста стала до ладу низка підприємств, які є візитівками міста і добре відомі за межами України.
Район утворено 6 квітня 1977 року шляхом поділу Жовтневого району. Природною межею між двома районами стала річка Мокра Московка: Жовтневий район залишився на її правому березі, а Комунарський розташувався на лівому. Свою назву район отримав на честь розташованого на його території автомобільного заводу «Комунар» (нині — «ЗАЗ»).
На виконання Закону України «Про заборону пропаганди нацизму та комунізму в Україні» назва району Комунарський підпадає під дію декомунізації. В результаті громадських слухань, підсумки яких були оголошені 3 серпня 2016 року, більшість мешканців Комунарського району виступили за нову назву — Космічний. В обговоренні нової назви взяли участь 4569 осіб. З них проти перейменування виступили 3847. Серед 642 осіб, які підтримали перейменування Комунарського району, 71 % проголосували за назву Космічний, 19 % за Південний, а 2,3 % за Щасливий. Інші пропозиції, такі як Автозаводський, Каховський, Козацький, Східний, Таврійський, Шенвізький, набрали менше ніж 1 %. До прийняття остаточного рішення на законодавчому рівні район має поточну назву.
24 жовтня 2023 року на сайті електронних петицій Запорізької міської ради з'явилася пропозиція про перейменування Комунарського району на Святославський район, на честь Великого князя київського Святослава Ігоровича. Адже Святослав Ігорович є духовним наставником українського народу. Все своє життя він провів не в київських палатах за банкетним столом, а в бойових походах. Через сотні років Нестор Літописець порівнював київського князя з барсом, який безжалісно та стрімко нападав на ворога своєї землі.
З 1 по 30 липня 2025 року на сайті Запорізької міської ради було запропоновано електронне опитування щодо перейменування Комунарського району, за ініціативою районної адміністрації. Опитування організовано у рамках громадських консультацій, з метою обрання нової назви відповідно до Закону України «Про порядок вирішення окремих питань адміністративно-територіального устрою України». До участі в голосуванні було запропоновано чотири варіанти:
- Європейський — символізує оновлення та розвиток. Назва співзвучна з вулицею Європейською та парком «Міст-побратимів»;
- Козацький — відсилає до історії Запоріжжя як центру українського козацтва та має патріотичне й культурне значення;
- Космічний — пов'язаний з історією району, де раніше на його території знаходився аеродром. Назва асоціюється з розвитком технологій і аерокосмічною спадщиною міста;
- Південний — географічна назва, що відображає розташування району, яка наразі є універсальною й нейтральною[7].

## Населення
Населення району станом на 1 січня 2016 рік становить 133,6 тис. осіб. Протягом останнього десятиліття спостерігається тенденція до зменшення чисельності населення:
| Рік                     | 2001  | 2006  | 2010    | 2011    | 2016  |
| ----------------------- | ----- | ----- | ------- | ------- | ----- |
| Чисельність, тисяч осіб | 140,4 | 138,3 | 136,414 | 136,072 | 133,6 |

### Мовний склад
Рідна мова населення за даними перепису 2001 року:
| Мова       | Чисельність, осіб | Доля     |
| ---------- | ----------------- | -------- |
| Українська | 56 556            | 40,62 %  |
| Російська  | 79 486            | 57,09 %  |
| Інше       | 3 180             | 2,29 %   |
| Разом      | 139 222           | 100,00 % |

## Мікрорайони
До складу Комунарського району входять Космічний та Південний мікрорайони.

## Промисловість та інфраструктура
Промисловість району представлена 20 підприємствами, серед найбільших — «ЗАЗ», «Запорізький механічний завод», «Запорізький завод гумово-технічних виробів», «Запоріжприлад», «Дослідно-експериментальний механічний завод», ДП «Радіоприлад», ЗАТ «Завод агротехнічних машин», ТОВ «Таврія — Магна», ТОВ НВФ «МІДА, лтд», виробниче підприємство «Неон» УТОГ та Дніпровське УВП «ЛУЧ» Українського товариства сліпих. На підприємствах району виробляються різноманітні товари, у їх числі — легкові автомобілі, взуття, засоби зв'язку, запасні частини для залізничного транспорту, сільгоспмашини, пилоочисні установки, харчові продукти, вироби з дерева, гуми, пластмаси, автомобільне скло тощо.

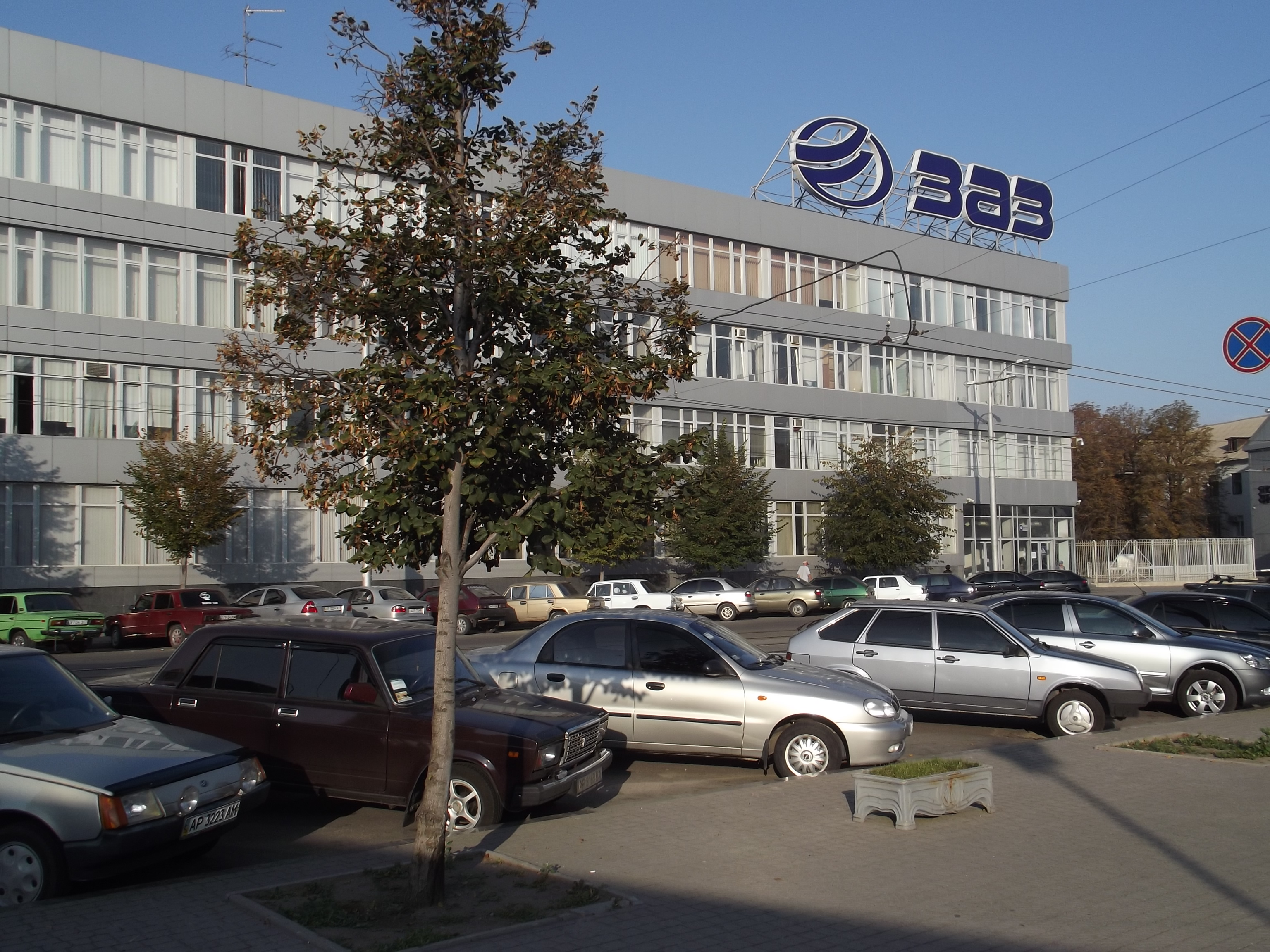
Запорізький автомобілебудівний завод
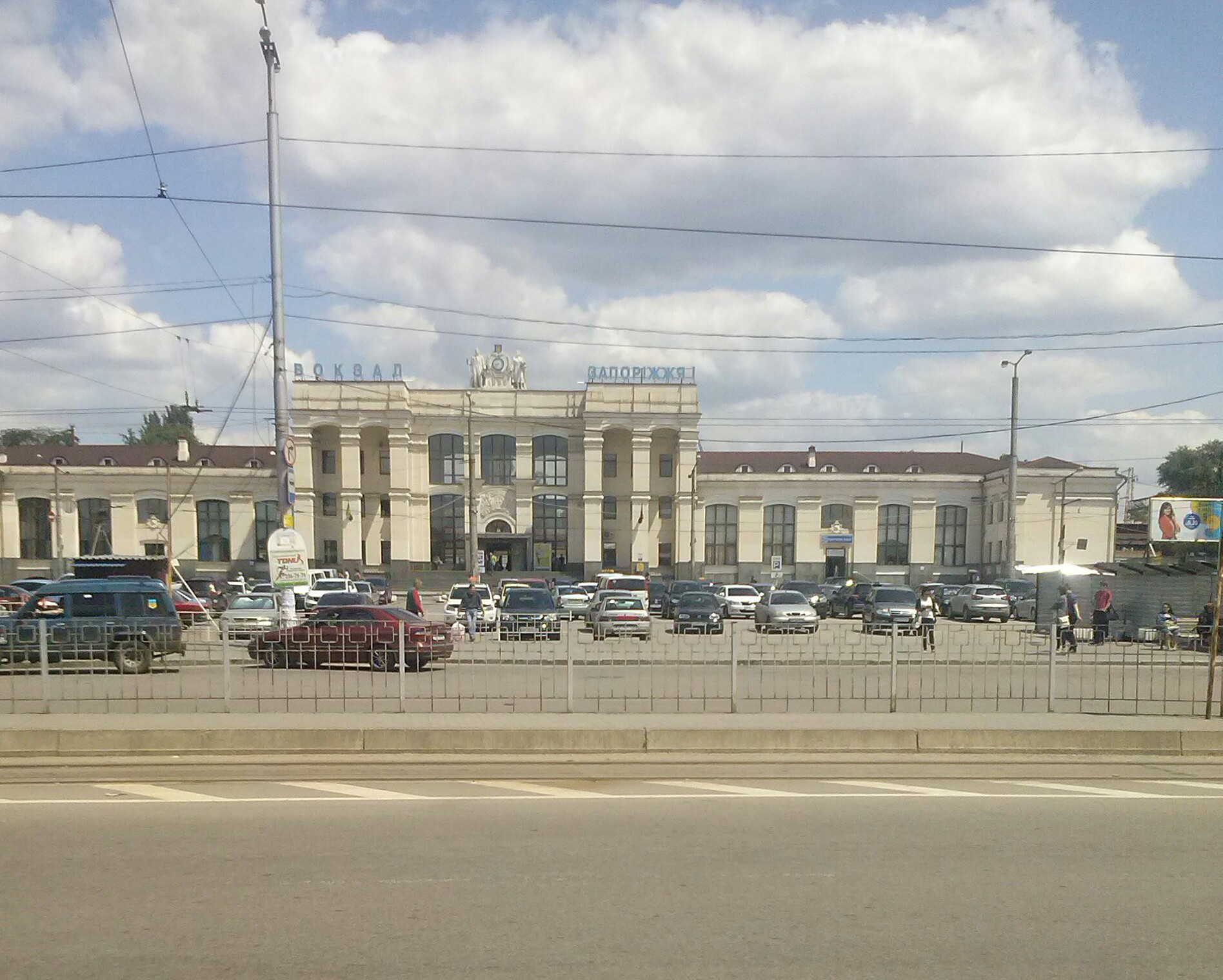
Вокзал Запоріжжя I
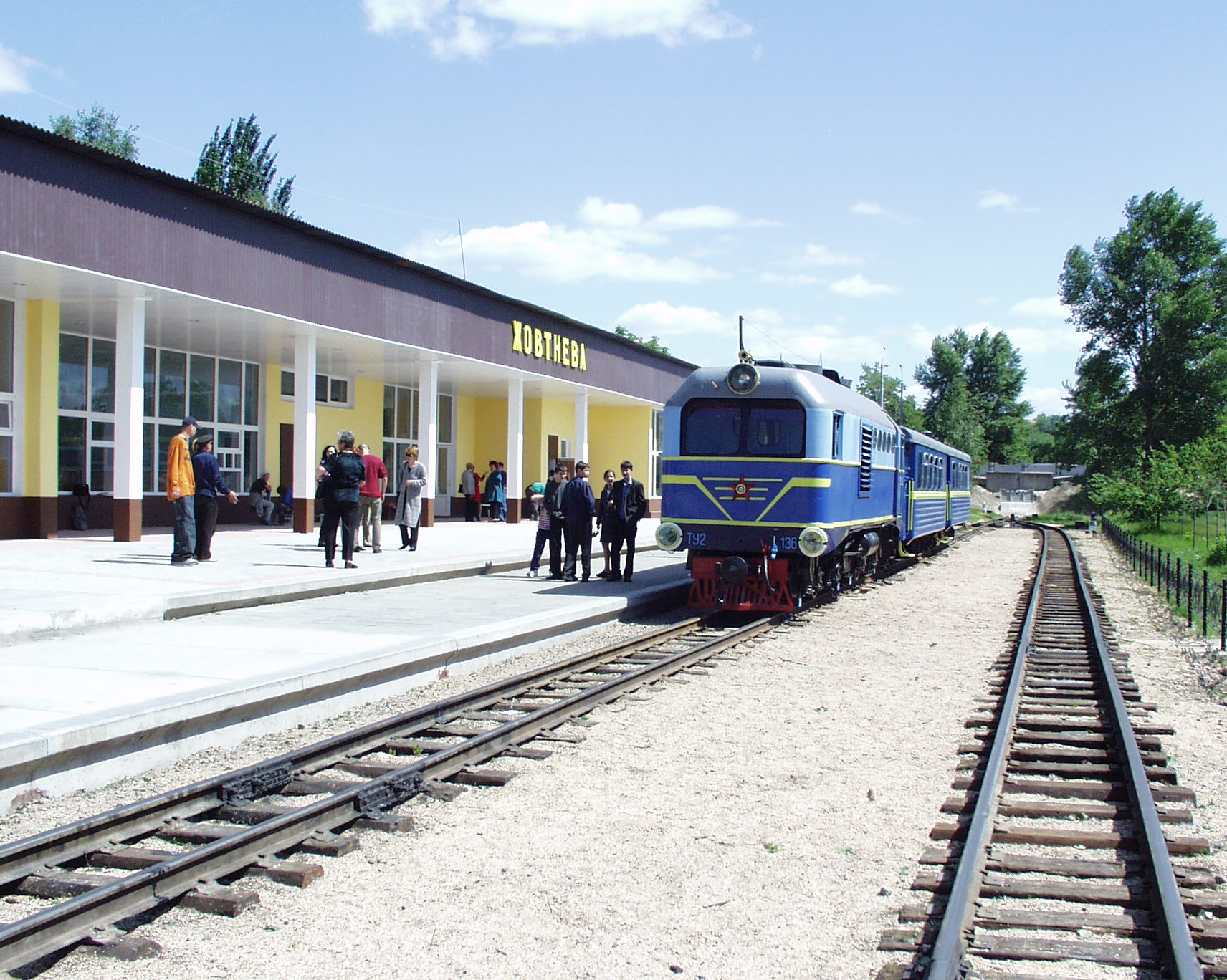
Запорізька дитяча залізниця
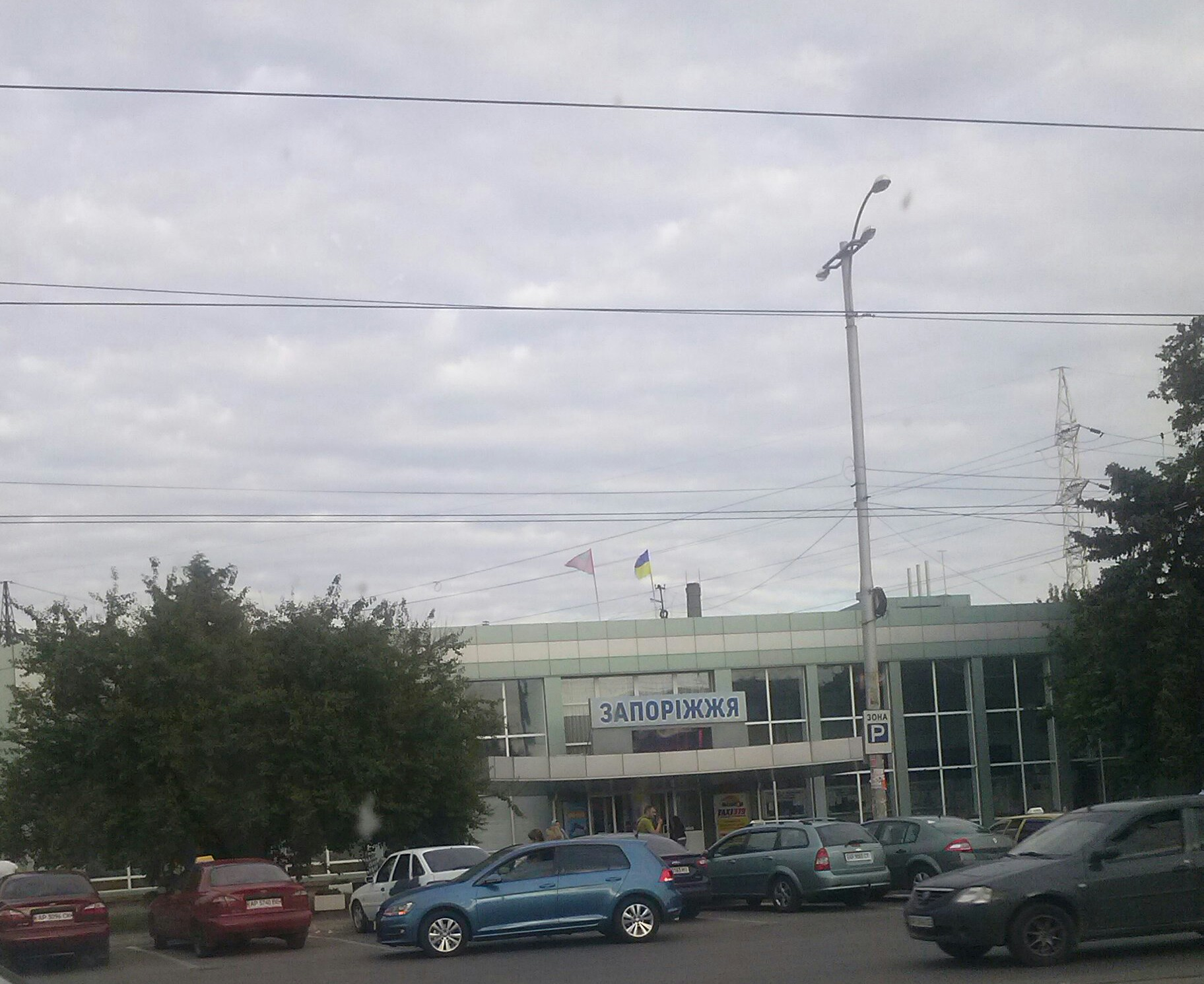
Міжміський автовокзал

Комунарський район — найменш забруднений з районів в Запоріжжі. Викиди з запорізьких заводів практично не доходять до цього району.
Комунарський район — залізничні та автомобільні ворота міста. Через залізничний вокзал «Запоріжжя I» влітку щодобово курсує близько 65 пасажирських та 25 приміських поїздів, протягом року обслуговуються понад 13 млн пасажирів. Центральний міжміський автовокзал забезпечує транспортне сполучення з містами області та всієї України. Територією району проходять автошляхи державного значення М18E105, Н08.
В районі 205 вулиць, загальна протяжність яких становить 223,1 км. Через район пролягають чотири великі магістралі регульованого руху загальноміського значення — Прибережна автомагістраль, вулиці Космічна, Автозаводська, Олександра Говорухи, а також 11 магістральних вулиць регульованого руху районного значення.

## Освіта, культура, медицина
Система освіти району починає відлік своєї історії з 1889 року (за часів поселення Шенвізе), коли в приміщенні теперішньої загальноосвітньої школи № 83 було відкрито залізничне училище. Першими загальноосвітніми школами стали вечірня № 20 у 1933 році, школа № 14 у 1934 році та № 17 у 1936 році, збудовані на селищі Південному. Подальше активне будівництво навчальних закладів тривало разом із забудовою Космічного мікрорайону, де першою новобудовою у 1963 році стала школа № 80. Протягом 20 років було збудовано у мікрорайоні ще 8 шкіл: № 6, 7, 8, 23, 38, 84, 88, 90. В середині 1980-х років починається забудова Південного житломасиву. Життєво необхідним для населення було відкриття у 1985 році школи № 97, потім № 103 і 107, а у 1994 році — школи № 110.

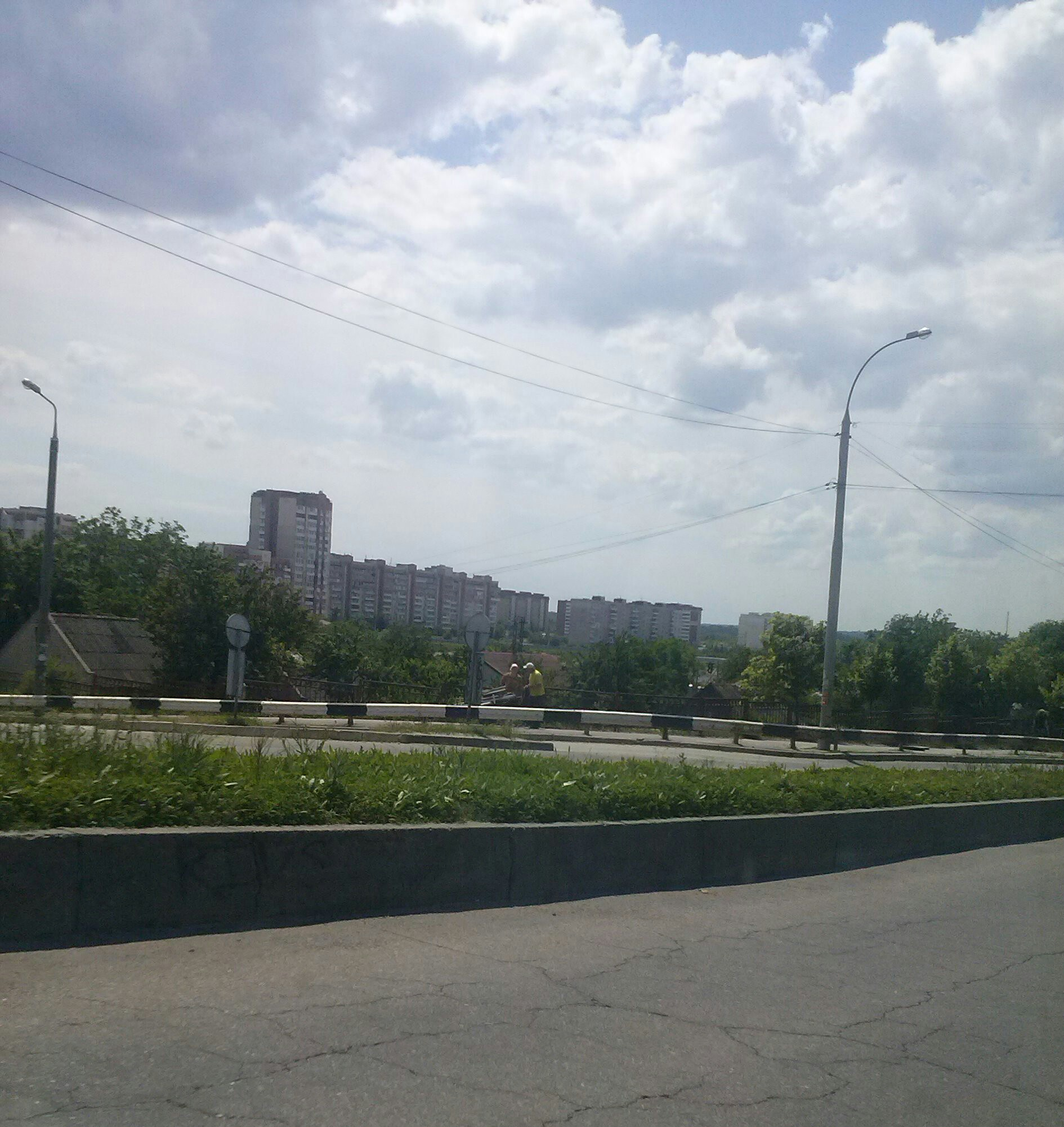
Краєвид на Південний мікрорайон

Мережа дошкільних навчальних закладів району становить 16 установ. Освітня мережа району складається з 18 загальноосвітніх закладів, 1 коледжу (КВНЗ «Запорізький медичний коледж» ЗОР), 2 ПТУ, музичної школи, Центру молоді та школярів, дитячої залізниці.
Культурні заклади представлені шістьма бібліотеками, БК «ЗАЗ». Раніше діяв спортивний комплекс «Торпедо» ПАТ «ЗАЗ».
Візитною карткою району є парк «Міст-побратимів».
Комунарський район — центр медицини області. Наразі на території району розташовані 13 медичних закладів, з них 8 обласних: обласна клінічна лікарня, обласний онкологічний диспансер, обласна психіатрична лікарня, обласний ендокринологічний диспансер, обласний протитуберкульозний диспансер, обласний будинок дитини «Сонечко» (розташований в районі з 1980 року, тут живуть і виховуються малюки від народження до семи років, які залишилися без батьківської опіки, а також діти з інвалідністю), обласний пансіонат, обласна лікарня залізничників.